# Tôtes
Tôtes je francouzská obec v departementu Seine-Maritime v regionu Normandie. Žije zde přibližně 1 600 obyvatel.

## Poloha obce

### Sousední obce
| Růžice kompasu | Calleville-les-Deux-Églises | Biville-la-Baignarde   | Saint-Denis-sur-Scie       | Růžice kompasu |
| Růžice kompasu | Saint-Vaast-du-Val          | Sever                  | Vassonville                | Růžice kompasu |
| Růžice kompasu | Saint-Vaast-du-Val          | Tôtes                  | Vassonville                | Růžice kompasu |
| Růžice kompasu | Saint-Vaast-du-Val          | Jih                    | Vassonville                | Růžice kompasu |
| Růžice kompasu |                             | Varneville-Bretteville | Saint-Maclou-de-Folleville | Růžice kompasu |